# 女性性功能障碍
女性性功能障碍（Female sexual dysfunction）是指女性性反应周期一个或几个环节发生障碍，或出现与性交有关的疼痛。女性性功能障碍的诊断主要依靠临床判断，需注意的是这种障碍必须已造成患者心理痛苦或双方性生活困难，不存在频率或严重程度方面的最低规定，同时要考虑患者的文化程度、伦理、宗教及社会背景等，这些因素均会影响患者性欲和性期望。
女性性功能障碍发生率的流行病学资料少，报道发生率差异较大。国外报道女性性功能障碍的总发生率为26%～60%，性欲障碍和性高潮障碍居多，而90％女性高潮障碍与精神因素有关。对美国1 749名18～59岁女性志愿者的调查结果显示，43%有性功能障碍，其中22%为性欲障碍，14%为性唤起障碍，7%为性交痛。丹麦的调查资料显示，性欲缺乏占42%，性交时无快感占20%。最近对13 882名40～80岁妇女性态度和行为的全球调查发现，缺乏性兴趣和性高潮障碍是最常见的性功能障碍，发生率分别为26%～48%和18%～41%。中國的资料不多，近年对中國的540名23～55岁健康妇女的调查发现，性生活不满意占55.5%，性高潮占39.7%，性交频率每月少于2次占31.75%。

## 分类及临床特征
女性性功能障碍分类较多，均依据女性性反应周期来划分。1994年中國精神疾病分类与诊断标准将其分为性欲减退、性交疼痛、阴道痉挛（性恐惧症）和性高潮缺乏。1998年美国泌尿系统疾病性功能健康委员会在综合各种分类的基础上提出新分类法。根据这一分类，女性性功能障碍分为4类，各分类及临床特征如下：
1. 性欲障碍（sexual desire disorders）包括低反应性性功能和性厌恶。低反应性性欲能障碍指持续或反复发作的性幻想或性欲低下或缺如，并引起心理痛苦。性厌恶指持续或反复发生的恐惧性性厌恶和避免与性伴侣性接触，并引起心理痛苦。
2. 性唤起障碍（sexual arousal disorders）指持续或反复发生不能获得或维持足够的性兴奋，并引起心理痛苦。具体表现为性愛行动时主观上持续缺乏性愉悦和性兴奋，客观上部分或完全缺乏阴道湿润和生殖器充血。
3. 性高潮障碍（sexual orgasmic disorders）指足够的性刺激和性兴奋后，持续或反复发生的性高潮困难、延迟、缺如，并引起心理痛苦。
4. 性疼痛障碍（sexual pain disorders）
  1. 性交疼痛（dyspareunia）：指反复或持续发生于性交相关的生殖器和盆腔疼痛。
  2. 阴道痉挛（vaginismus）指反复或持续发生阴道外1/3段肌肉不自主痉挛以干扰或阻止阴茎插入，并引起心理痛苦。
  3. 其他疼痛障碍：指反复或持续发生由非交合刺激引起的生理疼痛。

上述每种性功能障碍均分为终身性（原发性）和获得性（继发性）、完全性和境遇性、器质性和功能性。
2003年国际定义协会基于循证研究资料，在第二届国际性医学会议上提出女性性功能障碍分类的若干修改意见，包括：
- 女性性欲经常是在性刺激后已经引起主觀性唤起后出现，性欲和性唤起相互作用相互加强。因此认为只有在整个性行动中始终没有性欲才定义为性功能障碍。
- 主观性唤起几乎与血管充血无相关性，主诉缺乏主观性唤起的妇女仍有明显的生殖器充血，因此应将性唤起障碍分成生殖器、主观性及持续的性唤起障碍3种亚型。
- 性高潮障碍只限于有强烈主观性唤起后仍缺乏性高潮。
- 性交困难的定义反映阻止性交可能性大小。因为阴道括约肌紧张度的可变性及缺乏阴道痉挛时的客观发现，因此在定义阴道痉挛性疼痛障碍只注重疼痛的特征，而忽略是否有肌肉痉挛。
- 性交疼痛分为插入阴道时局部疼痛和性交过程中的疼痛。

## 相关因素
与女性性功能障碍发病相关的因素很多，涉及解剖、生理、生化、病理、心理甚至社会，其中心理社会因素起重要作用。
1. 心理社会因素：羞怯、忧郁、焦虑、畏惧、紧张、憎恨、悲痛等情感因素均可抑制女性性欲和性唤起，引起这些心理反应的原因很多，如受宗教和传统保守观念影响，既往痛苦或创伤性经历的回忆，夫妻关系和家庭成员不和睦，工作过度劳累、过度紧张或压力过大等。
2. 年龄和更年期因素：随妇女年龄增加和更年期，体内雌激素水平不断下降，出现进行性生殖器萎缩、盆腔充血量减少、盆底肌肉张力降低及阴道萎缩和干燥等，这些均影响女性性功能。但部分绝经后妇女可能因体内雄、雌激素比例相对增高，不再担心妊娠等原因，性欲反而增强。
3. 手术因素：各种妇科手术均可能影响女性性功能。最常见的是双侧卵巢切除导致卵巢去势。外阴根治术直接破坏外生殖器解剖结构对性功能影响极大。子宫和阴道手术也可因改变阴道解剖结构和盆腔血流等因素影响性功能。乳腺癌根治术可因性敏感区和体型破坏或因心理因素影响性功能。
4. 放疗因素：因妇科肿瘤实施放射治疗能引起卵巢去势和阴道粘连或顺应性改变，影响性功能。
5. 神经因素：许多中枢和外周神经系统的疾病和损伤均可引起女性性功能障碍，如脊髓损伤或退行性改变、癫痫、糖尿病性神经病变等。
6. 血管性因素：原发性高血压、动脉粥样硬化、心脏病、糖尿病等疾病能影响髂动脉及其分支的血流，减少会阴部血供，导致性刺激时进入阴道和阴蒂的血流明显减少，称为阴道充血和阴蒂勃起供血不足综合征。
7. 妊娠和产后因素：妊娠期因对胎儿关心和自身体型改变引起女性性功能减退。产褥期因会阴疼痛、阴道分泌物减少及生殖器尚未复旧等因素影响女性性功能。
8. 妇科和泌尿系统疾病：一些妇科疾病能影响女性性功能，如子宫内膜异位、外阴阴道炎、压力性尿失禁等。
9. 药物因素：药源性性功能障碍发生率在20%左右。任何能改变人精神状态、神经传导、生殖系统血流和血管舒缩功能及性激素水平的药物均可能影响女性性功能。
10. 性知识、性技巧缺乏：包括不了解女性性反应特点、缺乏适当性刺激、缺乏交流技巧、选择不适宜时间和地点等

## 诊断
目前对女性性反应尚无客观或量化的测量方法。女性性功能障碍的诊断需综合病史、性功能评估、体格检查及实验室检查等才等做出。
1. 病史采集：包括患者年龄、文化程度、职业、宗教信仰、性取向、既往性经历、月经生育史、精神病及全身其他疾病史、手术外伤史、化疗放疗史、药物应用史及有无吸毒。采集病史要注意环境的舒适和保密性。
2. 性功能评估：可采用Kaplan等提出的女性性功能积分表进行性功能评估，内容主要包括4周内性交次数、性欲强度、性高潮次数、阴帝感觉、性交不适感等。
3. 情感及相关问题：评价对婚姻满意度或性伴侣情感关系，及其在性活动时对自我体形的自信性和其有性需求时与性伴侣交流的能力等作出评价。
4. 心理检测
5. 盆腔及全身检查
6. 实验室检查

## 治疗
- 心理治疗
- 一般治疗
- 行为治疗
- 药物治疗
  - 性激素
  - 抗抑郁药
  - 多巴胺激动剂
  - 西地那非（sildenafil）
- 原发病治疗